# China Martini

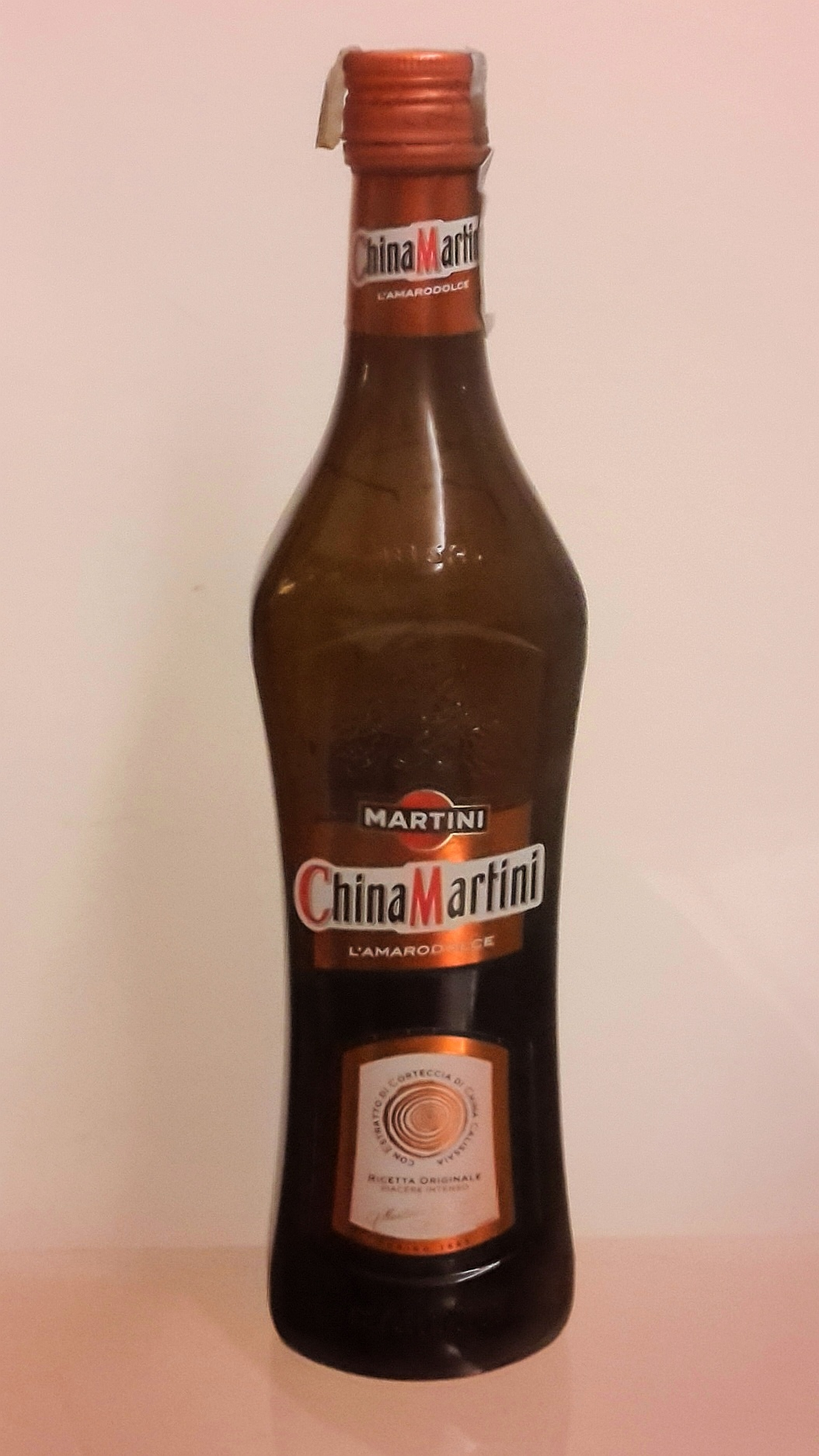
bouteille de china martini italien

Le China Martini est un amer italien à base de quinquina jaune appartenant au groupe Martini & Rossi.

## Histoire
Faisant partie des « Elixir di china » (Élixir de quinquina), le China Martini est né en 1887 à Turin.
Le slogan actuel est « L'amaro dolce » (Le doux amer).

## Caractéristiques
Le China Martini est à base d'écorce de quinquina et de 24 herbes et essences aromatiques. Sa couleur foncée est due à l'ajout de caramel. Il titre 31 %.
Il a une saveur douce-amère due à la présence de fleurs, d'écorces d'orange et de rhubarbe.
Il se boit sec, chaud (à la manière du vin chaud en montagne) ou avec de la glace et parfume aussi les desserts.